# Operacja Ellamy
Operacja Ellamy – brytyjska operacja wojskowa w ramach międzynarodowej operacji reagowania kryzysowego pod auspicjami ONZ i NATO w trakcie wojny domowej w Libii zmierzająca do zapewnienia przestrzegania rezolucji Rady Bezpieczeństwa ONZ nr 1973.